# Амина Буаяч
Амина Буаяч (араб. أمينة بوعياش‎; род. 10 декабря 1957 года, Тетуан, Марокко) — марокканская правозащитница, дипломат. В 2010 году становится вице-президентом Международной федерации за права человека, а в 2013 году президентом этой организации. В 2016 году являлась послом Марокко в Швеции и Латвии. С декабря 2018 года занимает пост президента Национального совета по правам человека.

## Биография
Амина родилась 10 декабря 1957 года в городе Тетуан на севере страны в известной семье из Эр-Риф, которая бежала оттуда во время испанской оккупации. Её отец, Хаммади Буаяч, был юристом, политическим активистом, мыслителем, профессором права и деканом Рабатского университета. Он был одним из немногих, кого Мухамед Эл-Мекки Насири выбрал для участия в миссии образование за границей (Каир и Париж). Её дед считался правой рукой Абд аль-Крим и самым верным генералом во время Рифской войны.
Позже она получила степень магистра экономики в Университете Мохаммеда V в Рабате по специальности экономист.
Буаяч начала работать в области защиты прав человека ещё в молодости. Она работала с семьями политических заключенных во время политических репрессий в Марокко при правлении короля Хасана II. Затем она проработала два года с известным социологом Фатимой Мерниси в области защиты прав женщин, особенно мусульманок, а также опубликовала множество статей по этой теме на арабском, французском, английском и испанском языках.
В 1993 году она выступала за отмену смертной казни в Марокко.
С 1998 по 2002 год она была членом кабинета премьер-министра Абдеррахмана Юсуфи. Во время арабской весны она стала членом конституционной комиссии, которую созвал Мухаммед VI с целью разработать новую конституцию. За вклад в создание конституции Марокко король Мухаммед VI наградил её орденом Трона.
Амина тесно сотрудничает с Организацией Объединенных Наций, Африканским союзом и Европейско-Средиземноморским форумом по правам защитников и свободе объединений.
Амина является одной из самых активных правозащитников в Североафриканском регионе. Она была одной из первых правозащитников, которые посетили Тунис после отречения президента Зин эль-Абидин Бен Али  и Ливию после убийства Муаммара Каддафи. Она также активна в региональной группе по реформам Лиги арабских государств.
Амина Буаяч была членом Арабской организации по правам человека и группы экспертов по стратегическим исследованиям в регионе Управления Верховного комиссара ООН по правам человека.
В 2006 году Амина становится руководителем общественной организацией в Марокко. Буаяч работала над такими проблемами в области прав человека в Марокко, как пытки, ущемление прав беженцев и мигрантов, женщин и выступала за отмену смертной казни.
В 2010 году становится вице-президентом Международной федерации за права человека, а в 2013 году президентом этой организации.
В 2014 году она занимала должность главного координатора африканских международных неправительственных организаций во время Африканского саммита в Аддис-Абеба.
13 октября 2016 года она стала послом Марокко в Швеции и Латвии.
6 декабря 2018 года король Марокко Мухаммед VI назначил Амину Буаяч президентом Национального совета по правам человека. В 2019 году она заявила, что в Марокко нет «политических заключенных».
К Международному женскому дню в 2019 году она запустила национальную кампанию за отмену брака с несовершеннолетними в Марокко.

## Критика
В 2019 году Амина Буаяч и Национальный совет по правам человека подверглись критике после её заявления, что в стране нет политических заключенных, а арестованные во время движения Хирак Риф, это люди которые были арестованы за участие в запрещенной демонстрации и за преступления во время этих демонстраций.
Позже Национальный совет по правам человека подготовил отчёт, в котором Амина Буаяч придерживается стороны обвинения и заявляет, что Нассер Зефзафи осуждён законно. Однако этот отчёт подвергся критике некоторых правозащитников.

## Награды
- Орден Трона Кавалер (2011 год)
- Орден Трона Офицер (2013 год)
- Орден Почётного легиона (2014 год)